# Duminica Sfinților Strămoși

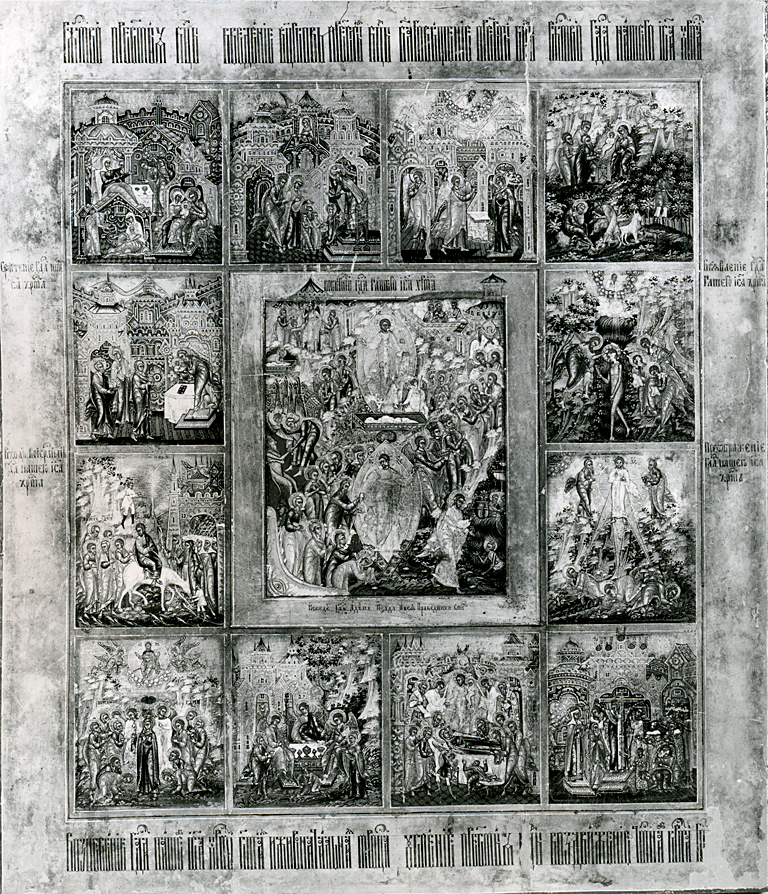
Icoana, care înfățișează Învierea lui Hristos și cele douăsprezece Praznice Împărătești, a fost probabil pictată în satul Palekh, unul dintre cele câteva centre majore de pictură cu icoane din Rusia secolului al XIX-lea, situat lângă orașul Vladimir.

Duminica Sfinților Strămoși sau Duminica Sfinților Strămoși ai lui Iisus Hristos este o sărbătoare creștină. În Biserica Ortodoxă și în Bisericile Catolice de ritul bizantin ea se sărbătorește în a doua duminică înainte de Crăciun(între 11 și 17 decembrie). 
Strămoșii sunt enumerați începând cu Adam până la întruparea lui Iisus Hristos din Fecioara Maria. Ei au pregătit venirea lui Hristos și prin ei se vede lucrarea lui Dumnezeu pentru împlinirea promisiunii unui Mântuitor Dumnezeiesc făcută protopărinților Adam și Eva după izgonirea din Eden.
Printre cei cinstiți într-această sărbătoare sunt patriarhul Avraam, căruia Domnul i-a spus „în sămânța ta vor fi binecuvântate toate neamurile pământului” (Geneza 12:3; 22:18), toți cei de mai înainte de lege, din lege și de după lege. În mod special sunt sărbătoriți prorocii și regii. Sunt cinstite și sfintele femei: prorocița Ana, Iudit, Esther, Sarra, Miriam (sora lui Moise) și atâtea altele. Sinaxarul adaugă pe lângă genealogia trupească a lui Iisus Hristos, pe cea duhovnicească prin pomenirea unor figuri spirituale importante din Vechiul Testament: Melchisedec, Iov, Moise, Or, Aaron, Isus fiul lui Navi, prorocii Samuel, Natan, Daniel, sfinții trei tineri și femeile biblice Rebeca, Lia, Rahila, Asineta, Debora, Rut, Saraftia, Sumanitida, Iudita, Estera, Ana și Suzana. Aceștia toți sunt fiind cei care acoperă neamurile neamurilor.
Troparul Duminicii Sfinților Strămoși, Glasul 2
Întru credință pe Strămoși i-ai îndreptat, printr-înșii logodindu-Ți mai înainte Biserica cea din păgâni; sunt lăudați întru mărire Sfinții, că din sămânța lor este Rodul care Te-a născut pe Tine fără de sămânță. Cu rugăciunile lor, Hristoase Dumnezeule, mântuiește sufletele noastre.

## Sinaxarul Sfinților Strămoși
- Cei întâi zidiți, Adam și Eva.
- Dreptul Abel, fiul lui Adam.
- Dreptul Set, fiul lui Adam.
- Dreptul Enos, fiul lui Set.
- Dreptul Cainan, fiul lui Enos.
- Dreptul Maleleil, fiul lui Cainan.
- Dreptul Iared, fiul lui Maleleil.
- Dreptul Enoh, fiul lui Iared.
- Dreptul Matusalem, fiul lui Enoh.
- Dreptul Lameh, fiul lui Matusalem.
- Dreptul Noe, fiul lui Lameh.
- Dreptul Sem, fiul lui Noe.
- Dreptul Iafet, fiul lui Noe.
- Dreptul Arfaxad, fiul lui Sem.
- Dreptul Cainan, fiul lui Arfaxad.
- Dreptul Selah, fiul lui Cainan.
- Dreptul Eber, fiul lui Selah, de la care și iudeii s-au numit evrei.
- Dreptul Peleg, fiul lui Eber.
- Ragav, fiul lui Peleg.
- Dreptul Serug, fiul lui Ragav.
- Dreptul Nahor, fiul lui Serug.
- Dreptul Terah, fiul lui Nahor.
- Dreptul patriarh Avraam, fiul lui Terah.
- Patriarhul Isaac, fiul lui Avraam.
- Patriarhul Iacob, fiul lui Isaac.
- Patriarhul Ruben, întâiul fiu al lui Iacob.
- Patriarhul Simeon, al doilea fiu al lui Iacob.
- Patriarhul Levi, al treilea fiu al lui Iacob, din care este seminția levitică.
- Patriarhul Iuda, fiul lui Iacob, din a cărui seminție S-a născut Hristos.
- Patriarhul Zabulon, fiul lui Iacob, a cărui seminție este pe țărmul mării.
- Patriarhul Isahar, fiul lui Iacob, a cărui seminție lucrează pământul.
- Patriarhul Dan, fiul lui Iacob, din a cărui seminție sunt judecătorii.
- Patriarhul Gad, fiul lui Iacob a cărui seminție este furată sau fură.
- Patriarhul Așer, fiul lui Iacob, a cărui seminție e bogată, cu recolte bogate pe ogoare.
- Patriarhul Neftali, fiul lui Iacob, a cărui seminție este numeroasă.
- Patriarhul Iosif, fiul lui Iacob, a cărui seminție este slăvită și vestită.
- Patriarhul Veniamin, fiul lui Iacob, a cărui seminție din sălbatică a ajuns blând.
- Fares și Zara, gemenii, fiii Patriarhul Iuda.
- Esrom, fiul lui Fares.
- Aram, fiul lui Esrom.
- Aminadav, fiul lui Aram.
- Naason, fiul lui Aminadav.
- Salmon, fiul lui Naason.
- Booz, fiul lui Salmon.
- Obed, fiul lui Booz, care s-a născut din Rut.
- Iesei, fiul lui Obed.
- David regele, fiul lui Iesei.
- Solomon regele, fiul lui David.
- Roboam regele, fiul lui Solomon.
- Abia regele, fiul lui Roboam.
- Asa regele, fiul lui Abia.
- Iosafat regele, fiul lui Asa.
- Ioram regele, fiul lui Iosafat.
- Ozia regele, fiul lui Ioram.
- Ioatan regele, fiul lui Ozia.
- Ahaz regele, fiul lui Ioatan.
- Iezechia regele, fiul lui Ahaz.
- Manasi regele, fiul lui Iezechia.
- Amon regele, fiul lui Manasi.
- Iosia regele, fiul lui Amon.
- Iehonia regele, fiul lui Iosia.
- Salatiel, fiul lui Iehonia
- Zorobabel, fiul lui Salatiel, care a ridicat templul din Ierusalim ce fusese ars.
- Abiud, fiul lui Zorobabel.
- Eliachim, fiul lui Abiud.
- Azor, fiul lui Eliachim.
- Sadoc, fiul lui Azor.
- Ahim, fiul lui Sadoc.
- Eliud, fiul lui Ahim.
- Eleazar, fiul lui Eliud.
- Matan, fiul lui Eleazar.
- Iacob, fiul lui Matan.
- Iosif, logodnicul, fiul lui Iacob.
- Dreptul Melhisedec.
- Dreptul Iov.
- Proorocii Moise, Or și Aaron, preoți.
- Isus, fiul lui Navi.
- Proorocul Samuel.
- Proorocul Natan.
- Proorocul Daniel.
- Sfinții trei Tineri.
- Dreapta Sarra, femeia lui Avraam.
- Dreapta Raveca (Rebeca), soția lui Isaac.
- Dreapta Lia, întâia soție a lui Iacob.
- Dreapta Rahila, a doua soție a lui Iacob.
- Dreapta Asineta, soția lui Iosif cel prea frumos.
- Dreapta Mariam, sora lui Moise.
- Dreapta Debora, care a judecat pe Israel.
- Dreapta Rut.
- Dreapta Saraftia, la care a fost trimis Ilie.
- Dreapta Sumanitida, care a găzduit pe Elisei
- Dreapta Iudita, care a ucis pe Olofern.
- Dreapta Estera, care a izbăvit pe Israel de moarte.
- Dreapta Ana, mama Proorocului Samuel.
- Dreapta Suzana.

## Galerie imagini

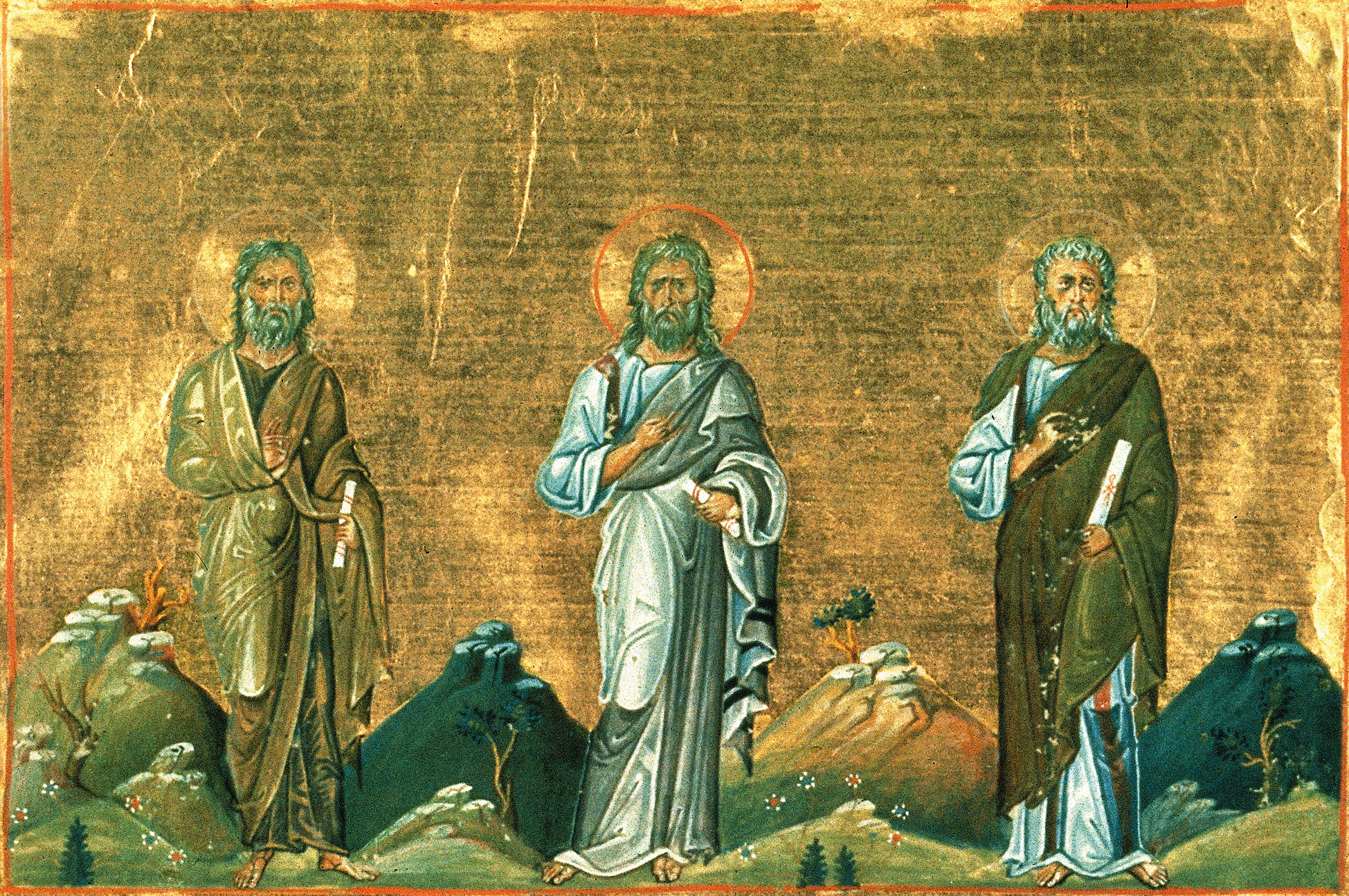
Sfinții patriarhi Avraam, Isaac și Jacob
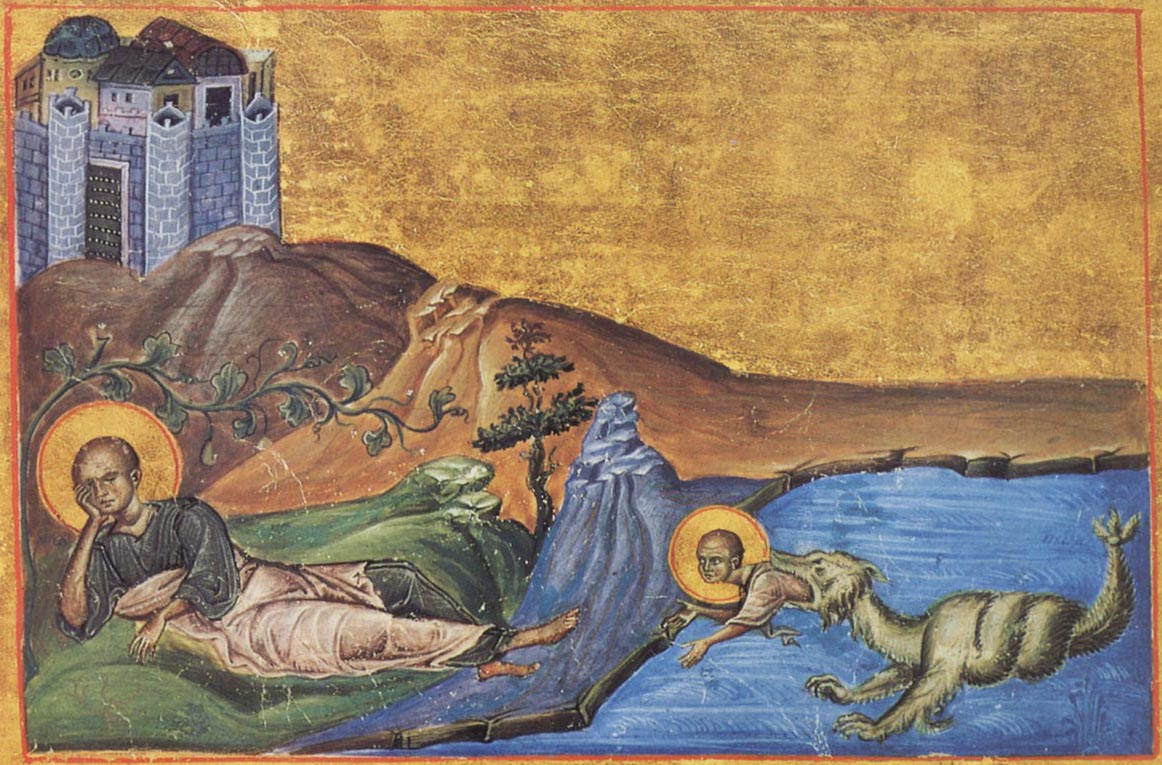
Iona profetul
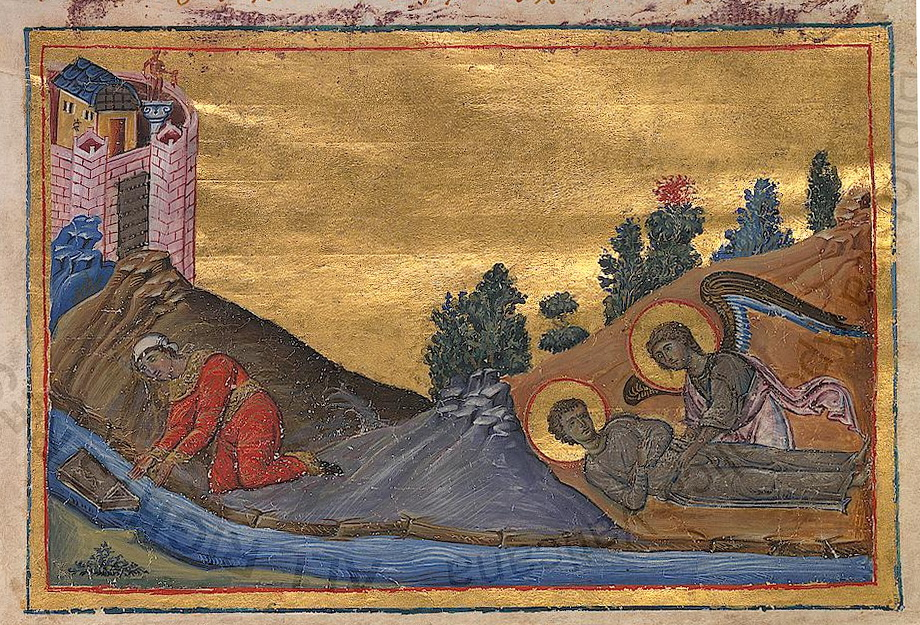
Prorocul Moise. Stânga: coșul este ridicat din Nil de fata lui Faraon; Dreapta: moartea lui Moise în muntele Nebo, cu vedere la râul Iordan.
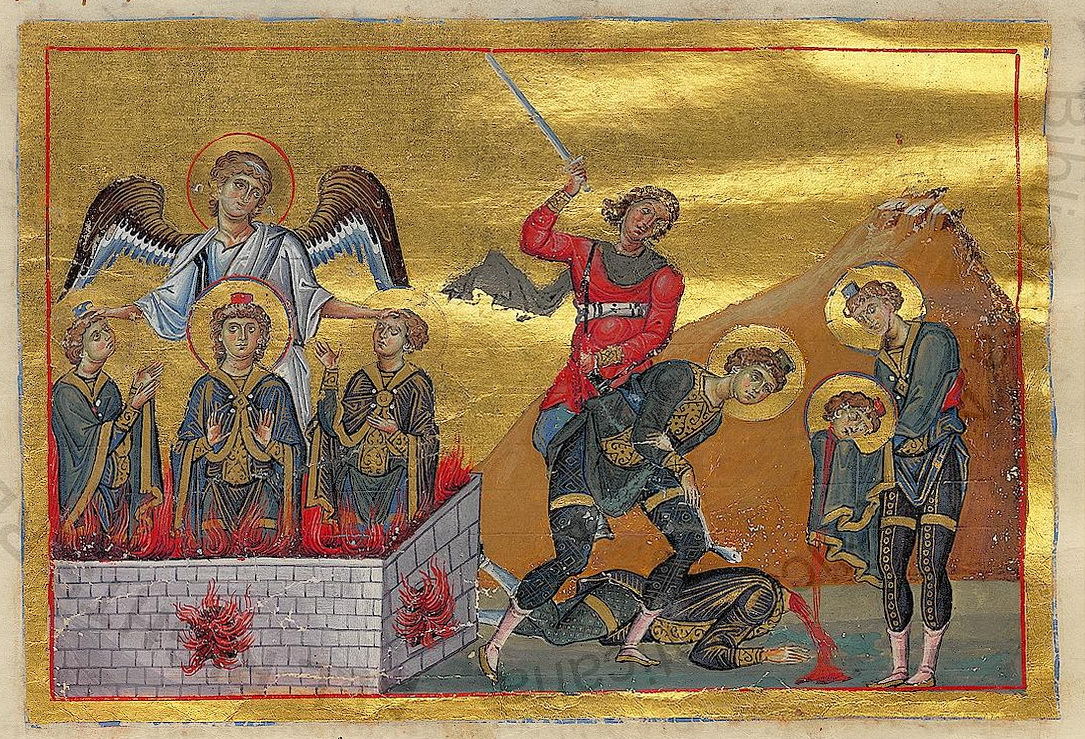
Anania, Azaria și Misael. Cei trei tineri în cuptorul Babilonului
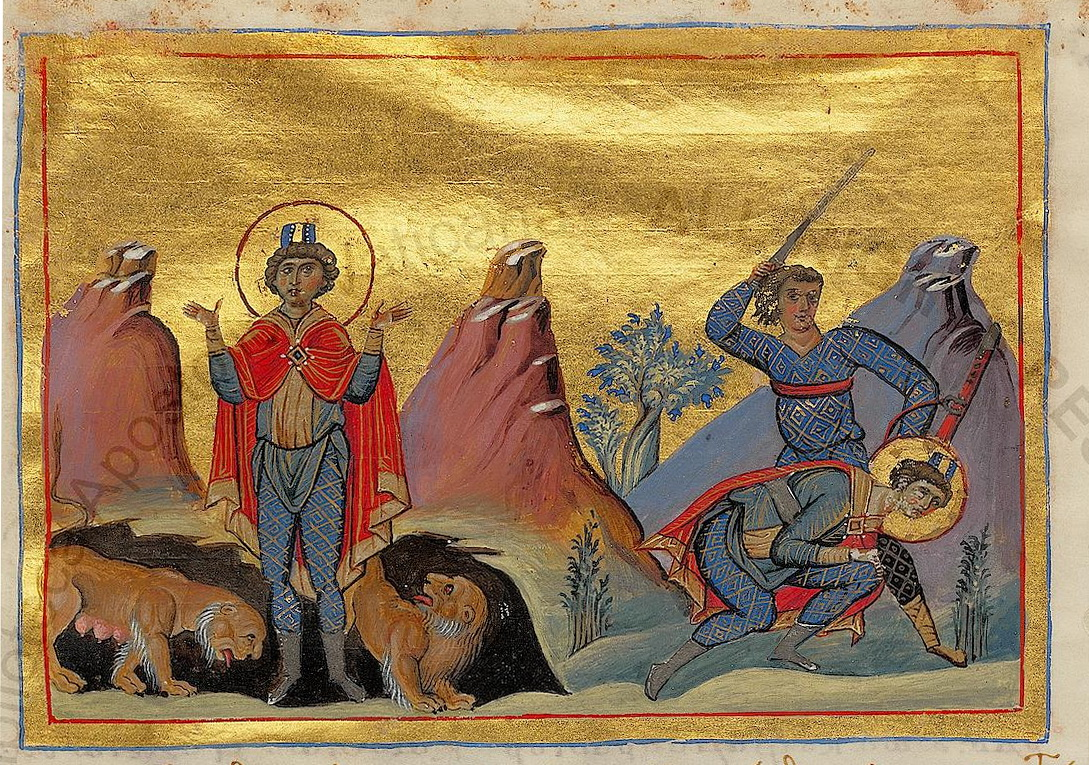
Prorocul Daniel